# Тузласпор
«Тузласпор» — турецький професійний футбольний клуб заснований у 1954 році в Стамбулі. Домашня арена — Стадіон Санджактепе.

## Історія
Ставши чемпіоном Стамбульської аматорської ліги в сезоні 2011−12, клуб вперше у своїй історії отримав право змагатися в Регіональній аматорській лізі. 
У сезоні 2012−13 клуб став чемпіоном Регіональної аматорської ліги 11 групи, команда вперше підвищилась до 3-ї ліги чемпіонату Туреччини.
У сезоні 2014−15 клуб гучно заявив про себе, пройшовши до 1/8 фіналу Кубка Туреччини. За 2 тижні до завершення чемпіонату клуб достроково став чемпіоном 3-ї ліги та виборов підвищення до 2-ї ліги.
У 2018 році акції клубу купив бізнесмен Февзі Ілханлі, який також є власником футбольного клубу Діярбекірспор (тур. Diyarbekirspor).
У сезоні 2018−19 вони фінішували у Червоній групі 2-ї ліги на 4-му місці та здобули право зіграти в плей-оф за вихід до 1-ї ліги. У чвертьфіналі плей-оф поступились клубу «Маніса».
У сезоні 2019−20 клуб завершив сезон Червоної групи 2-ї ліги на 4-му місці та здобув право зіграти в плей-оф за вихід до 1-ї ліги. «Тузласпор» здобула перемогу над «Кастамонуспор 1966» у чвертьфіналі та над «Анкара Демірспор» у півфіналі, а також обіграла «Манісу» по пенальті у фінальному матчі, ставши чемпіоном плей-оф 2-ї ліги та піднявшись до 1-ї ліги.
У січні 2024 року ФІФА оголосила санкції проти клубу, команда отримала заборону на трансфери.
Влітку 2024 року акції клубу та права власності перейшли до нового власника Зекі Аксу. Клуб був розформований, придбані активи були використані для створення нової команди під назвою «Бейкоз Анадолу» (тур. Beykoz Anadolu Spor Kulübü A.Ş.), який змінив місце базування та стадіон.